# Michel Poirier
Pour les articles homonymes, voir Poirier (homonymie).
 (février 2024).
Michel Poirier est un acteur et metteur en scène canadien, né le 27 décembre 1956 à Montréal au Quebec.

## Biographie
Il a commencé sa carrière comme comédien, alternant les rôles à la télévision et au théâtre. Il se consacre maintenant exclusivement à la mise en scène,. En septembre 2021, il devient directeur artistique, développement et création, théâtre et variétés, aux Productions Martin Leclerc.

## Mises en scène
- 2006 : Faits pour s'aimer de Renée Taylor et Joseph Bologna, Théâtre Beaumont-St-Michel
- 2007 : Sacrée famille de Carl Ritchie, Théâtre Beaumont-St-Michel
- 2007 : Faits pour s'aimer de Renée Taylor et Joseph Bologna, Compagnie Jean-Duceppe, suivie d'une tournée dans les régions du Québec au printemps 2008
- 2008 : Le gars de Québec de Michel Tremblay (d'après Le Revizor, de Nicolas Gogol), Théâtre Beaumont-St-Michel
- 2009 : La cousine Germaine de Carl Ritchie, Théâtre Beaumont-St-Michel, également présentée au Théâtre des Cascades à l'été 2010
- 2010 : Coco Chatel de Carl Ritchie, idée originale et collaboration au texte de Michel Poirier, Théâtre Beaumont-St-Michel
- 2011 : À la recherche d'Elvis de Marcia Kash, Théâtre Beaumont-St-Michel
- 2011 : Match de Stephen Belber, Compagnie Jean-Duceppe
- 2012 : Femme cherche homme désespérément de Carole Tremblay, Théâtre Beaumont-St-Michel
- 2013 : Adieu je reste de Isabelle Mergault en collaboration avec Daive Cohen, Théâtre Beaumont-St-Michel
- 2013 : Femme cherche homme désespérément de Carole Tremblay, Théâtre de Sainte-Adèle[1]
- 2013 : La Vénus au vison de David Ives, Compagnie Jean-Duceppe
- 2014 : L'Intrus de Yves Amyot, Théâtre de Sainte-Adèle
- 2014 : Mon beau-père est une princesse de Didier Bénureau en collaboration avec Anne Gavard-Pivet, Théâtre Beaumont-St-Michel
- 2015 : Judy Garland, la fin d'une étoile de Peter Quilter, Compagnie Jean-Duceppe – suivie d'une tournée dans les régions du Québec à l'automne 2015
- 2015 : Coco Chatel de Carl Ritchie, idée originale et collaboration au texte de Michel Poirier, Théâtre de Sainte-Adèle
- 2015 : La nuit sera chaude de Josiane Balasko, Théâtre Beaumont-St-Michel
- 2016 : Encore une fois, si vous permettez de Michel Tremblay, Compagnie Jean-Duceppe, suivie d'une tournée dans les régions du Québec durant l'année 2017
- 2016 : Nelson de Jean Robert-Charrier, Théâtre Beaumont-St-Michel
- 2016 : Erreur sur la personne de Isabelle Hubert, Théâtre de Sainte-Adèle[4]
- 2016 : Nos femmes d'Éric Assous, Compagnie Jean-Duceppe[5]
- 2017 : Le concierge d'Éric Assous, Théâtre Beaumont-St-Michel
- 2017 : Enfant insignifiant de Michel Tremblay, Compagnie Jean-Duceppe, suivie d'une tournée dans les régions du Québec durant l'année 2019
- 2018 : Le concierge d'Éric Assous, Diffusion En scène, Théâtre Gilles-Vigneault
- 2019 : Nelson de Jean Robert-Charrier, Théâtre de Saint-Sauveur
- 2020 : Pour une histoire d'un soir, spectacle musical avec Joe Bocan, Marie Carmen et Marie-Denise Pelletier, Productions Martin Leclerc. Récompenses : Félix du spectacle de l'année, catégorie Variétés/Réinterprétations. Billet d'or décerné par l'ADISQ. Représentations exceptionnelles avec l'Orchestre symphonique de Québec en 2023 et l'Orchestre symphonique de Montréal en 2024[6]
- 2020 : Encore une fois, si vous permettez de Michel Tremblay, radio-théâtre produit et diffusé par Radio-Canada
- 2021 : Dire combien je t'aime, spectacle musical de la chanteuse Luce Dufault, Productions Martin Leclerc. Récompense : Billet d'argent décerné par l'ADISQ.
- 2021 : Le paradis à la fin de vos jours, mise en lecture de la pièce de Michel Tremblay, lue par Guylaine Tremblay, Productions Martin Leclerc
- 2021 : L'histoire de mon théâtre, série d'émissions de webtélé sur l'œuvre dramaturgique de Michel-Marc Bouchard, Marie Laberge, le duo Claude Meunier et Louis Saia, et Michel Tremblay, Productions Martin Leclerc
- 2021 : Quand on aime on a toujours vingt ans, spectacle multi artistes en hommage à Yvon Deschamps, Clémence Desrochers, Jean-Pierre Ferland et Louise Latraverse, à la salle Wilfrid-Pelletier de la Place des Arts, Productions Martin Leclerc
- 2022 : J'sais pas comment, J'sais pas pourquoi, moi c'est Yvon Deschamps, spectacle solo de Guylaine Tremblay inspiré des chansons d'Yvon Deschamps, Productions Martin Leclerc
- 2022 : Kukum, mise en lecture d'une adaptation du roman de Michel Jean, lue par Dominique Pétin, Productions Martin Leclerc
- 2022 : Les douze mois de Marie, mise en lecture d'une adaptation du roman de Marie-Chantal Perron, lue par Marie-Chantal Perron et Mireille Deyglun, Productions Martin Leclerc
- 2022 : JS Tendresse Le Spectacle, spectacle musical animé par Jean-Sébastien Girard, avec Johanne Blouin, Joe Bocan, Marie Carmen, Léandre, La Compagnie Créole, Benoît McGinnis, Marie Denise Pelletier, et Martine St-Clair, Productions Martin Leclerc
- 2022 : Jeunesse d'hier à aujourd'hui fêtent Noël, spectacle musical avec Joël Denis, Christine Chartrand, Michaël Girard, Suzie Villeneuve et David Corriveau, Productions Martin Leclerc
- 2023 : Tension Attention[7], spectacle musical de l'auteur-compositeur-interprète Daniel Lavoie, Productions Martin Leclerc. Récompense : Billet d'argent décerné par l'ADISQ.
- 2024 : Sous ma peau de femme[8], spectacle musical de l'auteure-compositrice-interprète Marie Denise Pelletier, Productions Martin Leclerc
- 2024 : Beau Dommage Symphonique, Ça fait 50 ans qu'on se connaît[9], spectacle musical en hommage au groupe Beau Dommage avec l'Orchestre métropolitain, Productions Martin Leclerc
- 2024 : Le Light du Borgot, spectacle musical du conteur Cédric Landry, Productions Martin Leclerc
- 2025 : Elles[10], spectacle musical avec Luce Dufault, Lulu Hughes, et Kim Richardson, Productions Martin Leclerc

## Adaptations pour le théâtre
- 2010 : Coco Chatel de Carl Ritchie
- 2014 : Mon beau-père est une princesse de Didier Bénureau
- 2015 : La nuit sera chaude de Josiane Balasko
- 2016 : Nelson de Jean Robert-Charrier
- 2017 : Le concierge (titre original : Le technicien) d'Éric Assous

## Acteur

### Théâtre
- 1986 : Six heures au plus tard de Marc Perrier, mise en scène Roland Laroche, Centre du Théâtre d'Aujourd'hui
- 1990 : La Maison suspendue de Michel Tremblay, mise en scène André Brassard, Compagnie Jean-Duceppe
- 1992 : Sainte-Jeanne de George Bernard Shaw, mise en scène Yves Desgagnés, Compagnie Jean-Duceppe
- 1994 : Ivanov, d'Anton Tchekhov, mise en scène Yves Desgagnés, Compagnie Jean-Duceppe
- 1994 : Après la chute de Arthur Miller, mise en scène Yves Desgagnés, Compagnie Jean-Duceppe
- 1994 : En circuit fermé de Michel Tremblay, mise en scène René Richard Cyr, Théâtre du Nouveau Monde
- 1995 : Sans rancune aucun de Sam Bobrick et Ron Clarck, mise en scène Monique Duceppe, Théâtre de Sainte-Adèle
- 1997 : Le nombril du monde de Yves Desgagnés, mise en scène Yves Desgagnés, Compagnie Jean-Duceppe
- 1997 : Desmarais et madame Baptiste de Henry Denker, mise en scène Monique Duceppe, Théâtre de Sainte-Adèle
- 1998 : Un week-end de fous, mise en scène Monique Duceppe, Théâtre du Chenal-du-Moine
- 1999 : Bouchées doubles de Jim Brochu, mise en scène Monique Duceppe, Théâtre du Chenal-du-Moine
- 2000 : Mambo Italiano de Steve Galluccio, mise en scène Monique Duceppe, Compagnie Jean-Duceppe
- 2000 : Une question d’honneur de A. Marriott et J. Chapman, mise en scène Monique Duceppe, Théâtre du Chenal-du-Moine
- 2000 : Le songe d'une nuit d'été de William Shakespeare, mise en scène Yves Desgagnés, Théâtre du Nouveau Monde
- 2001 : À la recherche d'Elvis de Marcia Kash, mise en scène Serge Denoncourt, Théâtre de Rougemont, reprise en 2003 au Théâtre Corona de Montréal[11]
- 2002 : Après la pluie de Sergi Belbel, mise en scène Michel Nadeau, Compagnie Jean-Duceppe[12]
- 2003 : Oreste: the reality show d'après le texte d'Euripide, mise en scène Serge Denoncourt, Théâtre de l'Opsis présentée au Théâtre Espace Go[13]
- 2005 : Amour sur mesure de Norm Foster, mise en scène Danielle Proulx, Théâtre Beaumont-St-Michel[14]
- 2006 : Petit déjeuner compris de Christine Reverho, mise en scène Monique Duceppe, Compagnie Jean-Duceppe[15]
- 2008 : Le gars de Québec de Michel Tremblay (d'après Le Revizor, de Nicolas Gogol), mise en scène Michel Poirier, Théâtre Beaumont-St-Michel[14]
- 2009 : La cousine Germaine de Carl Ritchie, mise en scène Michel Poirier, Théâtre Beaumont-St-Michel
- 2010 : Coco Chatel de Carl Ritchie – Idée originale et collaboration au texte : Michel Poirier, mise en scène Michel Poirier, Théâtre Beaumont-St-Michel[14]

### Télé-théâtre et téléfilm
- 1986 : Le Cœur découvert de Michel Tremblay
- 1988 : Le Grand jour de Michel Tremblay
- 1989 : Six heures au plus tard de Marc Perrier
- 1990 : Le vrai monde? de Michel Tremblay
- 1991 : Bonjour là, bonjour de Michel Tremblay

### Télévision
- 1984-1988 : À plein temps
- 1984-1985 : Le 101, ouest, Avenue des Pins
- 1987-1989 : La Maison Deschênes
- 1992-1995 : Scoop
- 1993-1999 : Ent'Cadieux
- 1995-2000 : Les Machos
- 2003 : Le Cœur découvert
- 2003-2017 : L'Auberge du chien noir